# Космічний симулятор (жанр)

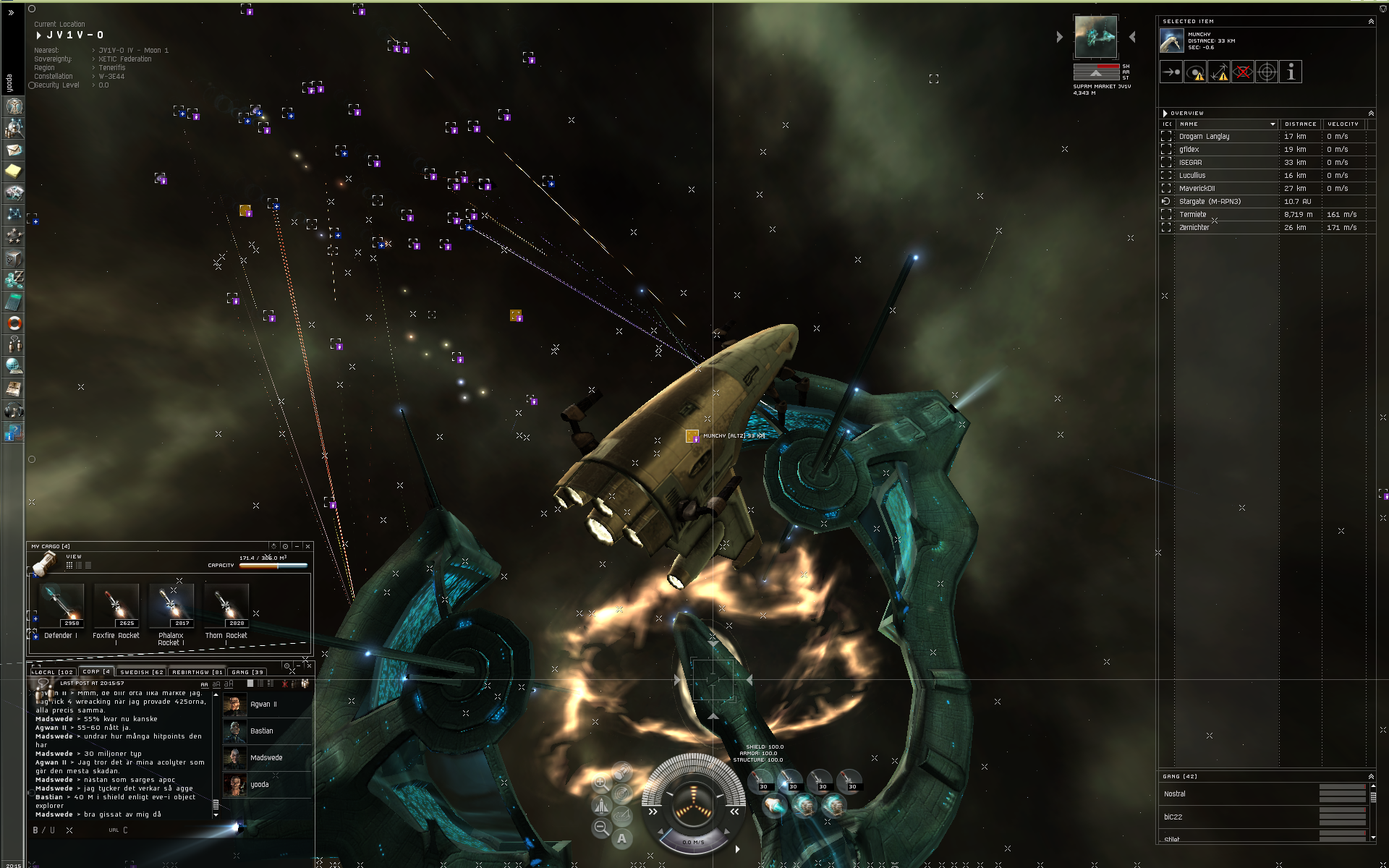
Сцена битви у MMORPG-космічному симуляторі EVE Online

Космічний симуля́тор — жанр відеоігор, що відтворюють із різним ступенем реалістичності керування космічним кораблем.
Жанр ігрових космічних симуляторів поділяється на кілька піджанрів: симулятори польоту в космосі, в яких акцент ставиться на реалістичному керуванні космічним кораблем; бойові, головним елементом яких є космічні битви; а також торгові, де в центрі уваги знаходиться, насамперед, економічний елемент ігрового світу (торгівля та піратство). Також космічні симулятори класифікуються за ступенем реалізму та свободи дій гравця.
Є думка, що цей колись популярний жанр відеоігор з початку 2000-х років занепадає.

## Симулятори космічного корабля
Симулюють політ на справжньому чи збудованому на основі сучасних технологій космічному кораблі з максимально наближеними до реальності фізичною моделлю та керуванням. Представлені такими іграми, як Orbiter, Space Shuttle Simulator і Microsoft Space Simulator. Окрім керування космічним кораблем деякі ігри цього піджанру (Kerbal Space Program, Project Moonwalk, Spaceflight Simulator (для Android ) та інші) симулюють й інші елементи космонавтики, такі як побудова та запуск корабля, проходження місій (посадка на планету, досягнення певної висоти і тд.).

## Симулятори космічних битв
Найпоширеніші представники жанру. Ведуть своє походження ще з гральних автоматів. У цих іграх симулюються, насамперед, яскраві космічні битви, які набули популярності завдяки таким фантастичним творам, як «Зоряні війни», «Зоряний шлях», «Вавилон 5» та багатьом іншим.

### Аркадні
Фізична модель у таких іграх зазвичай зовсім не відповідає реальній фізиці космічного апарата, вона набагато ближча до фізики аркадних авіасимуляторів. Найхарактерніша її особливість полягає в тому, що, попри те, що дія відбувається в космосі, апарат поводить себе ніби за наявності зовнішнього середовища, що забезпечує суттєвий опір:
- політ по інерції неможливий: апарат із вимкненим двигуном за короткий час зупиняється;
- швидкість прямо пропорційна потужності двигуна — при заданому положенні «ручки газу» апарат рухається з конкретною швидкістю;
- при повороті апарата змінюється напрям його руху.

Таким чином, у цілому апарат поводиться подібно до реактивного літака в умовах однорідної щільної атмосфери та за відсутності гравітації.
Основним і, зазвичай, єдиним елементом таких ігор є космічні битви.

#### Приклади ігор
- Star Wars: X-Wing
- Star Wars: Tie-Fighter[ru]
- Freelancer
- Wing Commander[ru]
- Descent: FreeSpace
- X: Beyond the Frontier[ru]

### Реалістичні
В іграх цього жанру реалізовано багато елементів ньютонівської фізики. Характерною особливістю є порівняно вища складність керування, у зв'язку з чим гравцеві-початківцю доводиться активно користуватись автопілотом і системами допомоги, оскільки для засвоєння керування кораблем потрібний деякий час. На відміну від аркадних симуляторів, фізика польоту дозволяє, наприклад, скористатися інерцією й обертатися навколо своєї осі в будь-якому напрямку без зміни напрямку та швидкості руху.

#### Приклади ігор
- Frontier: Elite 2[ru], Frontier: First Encounters[ru] і Elite: Dangerous — гра містить режим із вимкненими контр-двигунами, призначеними для стабілізації корабля
- Independence War[ru] 1 і 2
- Babylon 5: I've Found Her[ru]
- Homeplanet[ru]
- Evochron Mercenary[ru]
- Kerbal Space Program
- Spaceflight Simulator

### Коридорні
«Коридорні» симулятори є сумішшю жанрів космічного симулятора та 3D-шутера. Результатом такого змішування є 3D-шутер, у якому гравцеві надано властиві космічним симуляторам шість ступенів вільності переміщення. Класикою такого піджанру є серія ігор Descent, у яких гравець літає та б'ється в просторих шахтах всередині різних космічних об'єктів Сонячної системи.

#### Приклади ігор
- Descent[ru]
- Forsaken

## Тактичні симулятори
Найпомітнішим представником цього жанру є Star Trek: Bridge Commander, у якому гра ведеться від імені капітана великого корабля. Керування в таких іграх відбувається з виглядом від першої особи шляхом віддавання наказів старшим офіцерам, які перебувають у капітанській рубці. Існує також серія ігор Star Trek: Starfleet Command, де гравець керує великими кораблями, але тільки у двох вимірах.

### Приклади ігор
- Star Trek: Klingon Academy
- Star Trek: Starfleet Academy
- Star Trek: Bridge Commander[ru]
- Battlecruiser 3000AD
- серія Star Trek: Starfleet Command[en]

## Свобода у космічних симуляторах
За ступенями вільності дії космічні симулятори поділяють на кампанії і «відкриті всесвіти» (англ. open universe), а також симулятори з елементами стратегії.

### Кампанії
Як правило, такі ігри є військовими кампаніями — частинами глобального конфлікту, що складаються з лінійної (інколи розгалуженої) послідовності окремих місій, по мірі проходження яких розгортається сюжет. Гравець зазвичай виступає в ролі одного з пілотів ескадрильї, що базується на космічній станції або авіаносці. Характерним представником цього жанру є основна серія Wing Commander.

#### Приклади ігор
- Star Wars: X-Wing[en]
- Star Wars: Tie-Fighter[ru]
- Wing Commander[ru]
- Descent: FreeSpace
- Starlancer
- Завтра війна[ru]
- Homeplanet[ru]

### Відкритий всесвіт
Ігри цього піджанру симулюють ціле міжпланетне суспільство зі своїми економічними й політичними взаємозв'язками. Свобода пересування в ігровому світі обмежена лише сюжетом. При цьому геймплей містить елементи рольових і пригодницьких ігор: гравець може самостійно брати різні завдання, покращувати свій корабель і будувати відносини з наявними у грі різними й, нерідко, ворогуючими політичними групуваннями.
Класикою цього піджанру є гра Elite. Серед серії Wing Commander до таких ігор належить Wing Commander: Privateer. Як правило, «відкритий всесвіт» притаманний торговим симуляторам, у яких, окрім основного сюжету (якщо він є), гравець може займатися як торгівлею, так і піратством.

#### Приклади ігор
- Elite (гра)[en]
- Wing Commander: Privateer[en]
- Паркан: Хроніка Імперії[ru]
- X (серія ігор)
- Freelancer
- Darkstar One[ru]

##### MMORPG
- Eve online
- Jumpgate: The Reconstruction Initiative[en]
- Battlestar Galactica Online[ru]

### З елементами стратегії
В іграх цього піджанру наявні властиві космічним глобальним стратегіям моменти, такі як будівництво на планетах, проектування і будівництво кораблів, а також проведення науково-дослідних робіт. При цьому гравець може безпосередньо брати участь у космічних битвах, керуючи одним з кораблів свого флоту. Найяскравішим прикладом таких ігор є Wing Commander: Armada.
У космічних симуляторах з елементами стратегій зазвичай планування майбутніх бойових дій (та будівництво) — тобто власне стратегічна частина гри — відбувається у покроковому режимі як у X-COM: Interceptor, але може відбуватись і у реальному часі, який можна як прискорювати, так і сповільнювати, як у X-COM: Interceptor.

#### Приклади ігор
- Starlord[en]
- Wing Commander: Armada[ru]
- X-COM: Interceptor[ru]
- Star Wars: Battlefront II — космічні бої в режимі «Завоювання Галактики» (англ. Galactic Conquest)